# Siobhan Fallon Hogan
Siobhan Fallon Hogan (pronunțat /ʃəˈvɑːn/ SHƏ-vahn; n. 13 mai 1961, Syracuse⁠(d), New York, SUA) este o actriță americană. A apărut în filme precum Bărbații în negru, Forrest Gump, Negociatorul⁠(d), Secrete îngropate⁠(d), Gradinita lui Taticu', Jaf cu stil⁠(d) și Casa pe care Jack a construit-o.

## Biografie
Fallon s-a născut în Syracuse, New York⁠(d), fiica lui Jane (născută Eagan) și a lui William J. Fallon, avocat. Familia sa era irlandeză de confesiune catolică.A absolvit Colegiul Le Moyne⁠(d) în 1983 și doi ani mai târziu a obținut o diplomă de master în Arte Frumoase de la Universitatea Catolică din America în Washington D.C. Și-a făcut debutul în televiziune într-un episod din The Golden Girls în 1990. A apărut în 20 de episoade ale celebrei emisiuni Saturday Night Live din 1991 până în 1992. De asemenea, a apărut în trei episoade din Seinfeld în rolul lui Tina, colega de cameră enervantă a lui Elaine Benes⁠(d). În 2000 a apărut alături de cântăreața Björk în filmul Dansand cu noaptea⁠(d) regizat de Lars von Trier. Fallon este prezentă și pe coloana sonoră Selmasongs compusă de Björk, luând parte la duetul din piesa 107 steps. În 2003, a apărut în rolul doamnei Yelnats în filmul Secrete îngropate alături de Sigourney Weaver și Shia LaBeouf. A apărut în Nou-venită în oraș⁠(d), lansat pe 30 ianuarie 2009, împreună de Renée Zellweger și Harry Connick Jr.⁠(d).

## Viața personală
Siobhan Fallon este membru al Atlantic Theater Company⁠(d). Aceasta a locuit în Middletown Township, New Jersey⁠(d) și ar o casă de vară în Cazenovia, New York⁠(d). Locuitor al orașului Rumson, New Jersey⁠(d), Fallon este căsătorită cu comerciantul de mărfuri Peter Hogan; cuplul are trei copii: Bernadette, Peter și Sinead.
Fallon este de confesiune catolică. Dacă găsește un rol care nu se potrivește cu convingerile sale, îl va respinge.
În 2021, Fallon a scris și a jucat în Rushed⁠(d), producție realizată de Zentropa Entertainments⁠(d) Lars von Trier cu Robert Patrick, Jake Weary⁠(d) și Peri Gilpin în distribuție. Vertical Entertainment⁠(d) a achiziționat drepturile de distribuție ale serialului.

## Filmografie

### Filme
| An   | Titlu                                   | Rol                     |
| ---- | --------------------------------------- | ----------------------- |
| 1994 | Greedy                                  | Tina                    |
| 1994 | The Paper                               | Lisa                    |
| 1994 | Forrest Gump                            | Dorothy Harris          |
| 1994 | Only You                                | Leslie                  |
| 1995 | Jury Duty                               | Heather                 |
| 1996 | Striptease                              | Rita Grant              |
| 1996 | Good Money                              | Siobhan                 |
| 1997 | Nick and Jane                           | Julie                   |
| 1997 | Fools Rush In                           | Lanie                   |
| 1997 | Men in Black                            | Beatrice                |
| 1998 | Krippendorf's Tribe                     | Lori                    |
| 1998 | A Cool, Dry Place                       | Charlotte               |
| 1998 | The Negotiator                          | Maggie                  |
| 2000 | Boiler Room                             | Michelle                |
| 2000 | The Photographer                        | Crazy Lady              |
| 2000 | Dancer in the Dark                      | Brenda                  |
| 2001 | What's the Worst That Could Happen?     | Edwina                  |
| 2001 | Rain                                    | Clara                   |
| 2002 | Big Trouble                             | Fly By Air ticket agent |
| 2003 | Holes                                   | Tiffany Yelnats         |
| 2003 | Daddy Day Care                          | Peggy                   |
| 2003 | Dogville                                | Martha                  |
| 2005 | Fever Pitch                             | Lana                    |
| 2006 | I'll Believe You                        | Larry Jean              |
| 2006 | Charlotte's Web                         | Edith Zuckerman         |
| 2007 | Funny Games                             | Betsy Thompson          |
| 2008 | Baby Mama                               | Birthing Teacher        |
| 2009 | New in Town                             | Blanche Gunderson       |
| 2010 | The Bounty Hunter                       | Teresa                  |
| 2010 | The Secret Friend                       | Julie                   |
| 2011 | We Need to Talk About Kevin             | Wanda                   |
| 2011 | Someday This Pain Will Be Useful to You | Mrs. Beemer             |
| 2016 | Conundrums                              | Mother Superior         |
| 2016 | All We Had                              | Ms. Frankfurt           |
| 2017 | Going in Style                          | Mitzi                   |
| 2017 | Weightless                              | Carol                   |
| 2018 | Private Life                            | Beth                    |
| 2018 | The House that Jack Built               | Claire Miller (Lady 2)  |
| 2018 | The Professor                           | Donna                   |
| 2019 | Yes                                     | Jackie Rosenhaft        |
| 2019 | The Shed                                | Sheriff Dorney          |
| 2021 | Rushed                                  | Barbara Brady           |

### Seriale
| An        | Titlu                             | Rol                    | Note                             |
| --------- | --------------------------------- | ---------------------- | -------------------------------- |
| 1989–1991 | The Unnaturals                    | Diverse                | Rol principal                    |
| 1990      | The Golden Girls                  | Abby Wolfe             | Episodul: "Zborn Again"          |
| 1990      | Babes                             | Caryn                  | Episodul: "Three's a Crowd"      |
| 1991      | Baby Talk                         | Baby Girl              | Voce; episodul: "Out of Africa"  |
| 1990–1991 | Haywire                           | Various                | 2 episoade                       |
| 1991–1992 | Saturday Night Live               | Various                | 20 de episoade                   |
| 1991–1994 | Seinfeld                          | Tina Robbins           | 3 episode                        |
| 1997      | Feds                              | Sharon Feldman         | Episodul: "Do No Harm"           |
| 2000      | Third Watch                       | Annette                | Episodul: "Young Men and Fire"   |
| 2000      | Law & Order: Special Victims Unit | Melissa Raye           | Episodul: "Chat Room"            |
| 2003      | Law & Order: Special Victims Unit | Linda Leggatt          | Episodul: "Soulless"             |
| 2004      | Rescue Me                         | Phyllis Shea           | 3 episoade                       |
| 2007      | 30 Rock                           | Patricia               | Episodul: "The Fighting Irish"   |
| 2010      | Sonny with a Chance               | Bella                  | Episodul: "Gassie Passes"        |
| 2010      | Fred: The Movie                   | Hilda Figglehorn       | Film de televiziune              |
| 2010      | The Whole Truth                   | Genevieve Cofflund     | Episodul: "Thicker Than Water"   |
| 2011      | Fred 2: Night of the Living Fred  | Hilda Figglehorn       | Film de televiziune              |
| 2012      | Fred 3: Camp Fred                 | Hilda Figglehorn       | Film de televiziune              |
| 2012      | Fred: The Show                    | Hilda Figglehorn       | 24 de episoade                   |
| 2015–2016 | Wayward Pines                     | Arlene Moran           | 16 episoade                      |
| 2016      | Scorpion                          | Joyce Linehan          | 3 episoade                       |
| 2017      | MacGyver                          | Ilene Preskin          | Episodul: "Fish Scaler"          |
| 2017      | American Gods                     | Airport Lady           | Episodul: "The Bone Orchard"     |
| 2018      | Billions                          | Trustee                | Episodul: "Hell of a Ride"       |
| 2018      | Elementary                        | Sylvia Kozar           | Episodul: "The Geek Interpreter" |
| 2019      | Dark/Web                          | Ellen                  | 2 episoade                       |
| 2019      | What We Do in the Shadows         | Animal Control Officer | Episodul: "Animal Control"       |
| 2020      | Love Life                         | Darby's therapist      | Episodul: "Luke Ducharme"        |